# Holoptelea integrifolia
Holoptelea integrifolia är en almväxtart som beskrevs av Jules Émile Planchon. Holoptelea integrifolia ingår i släktet Holoptelea och familjen almväxter. Inga underarter finns listade i Catalogue of Life.

## Bildgalleri

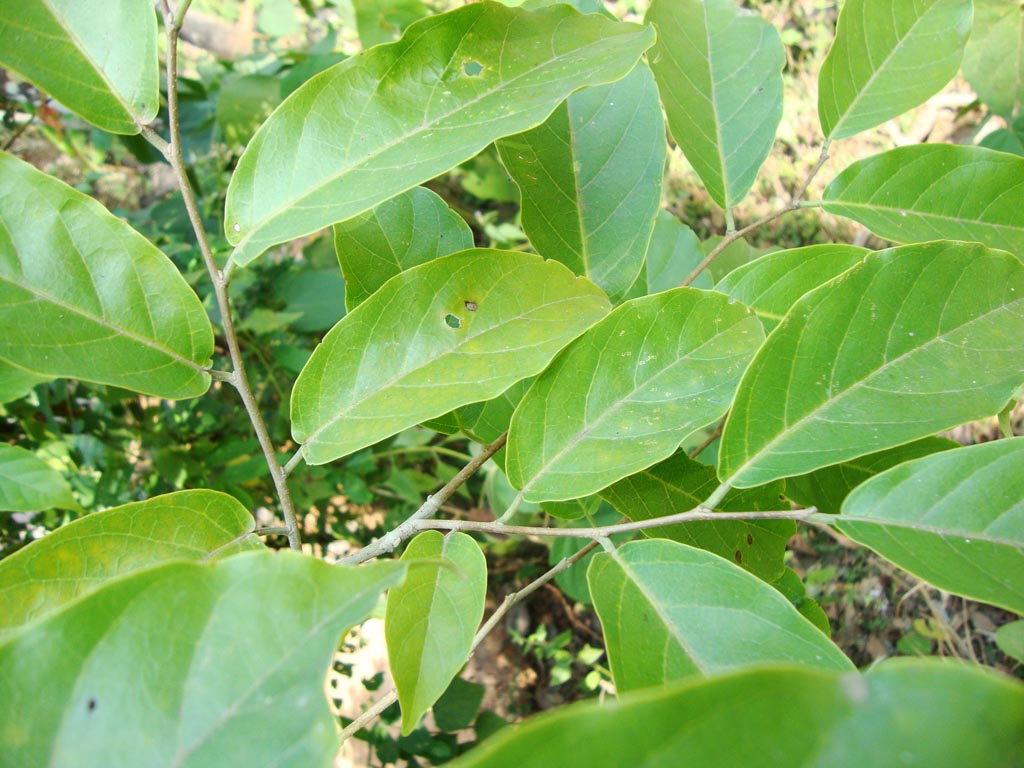
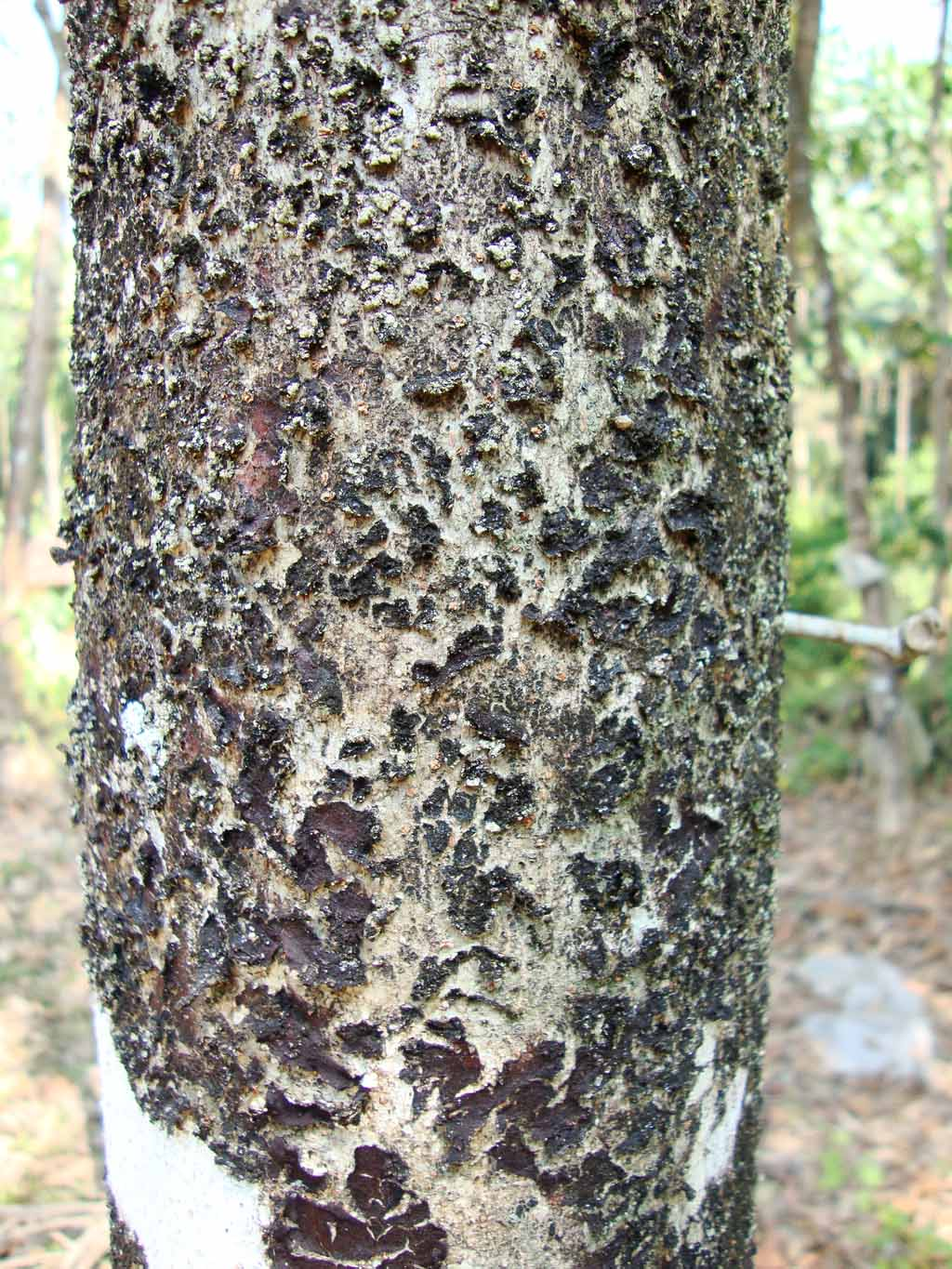
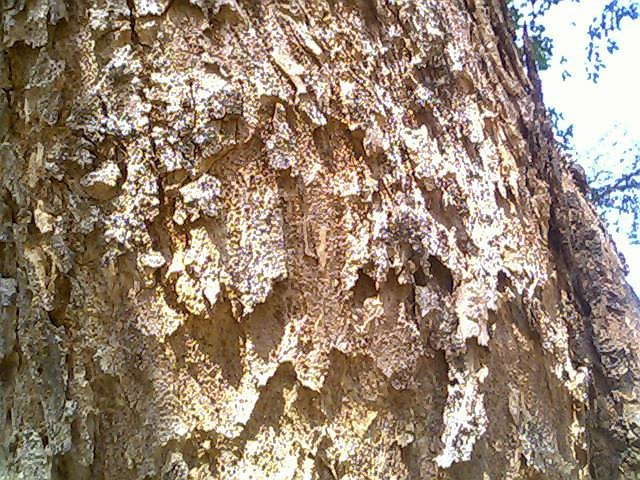
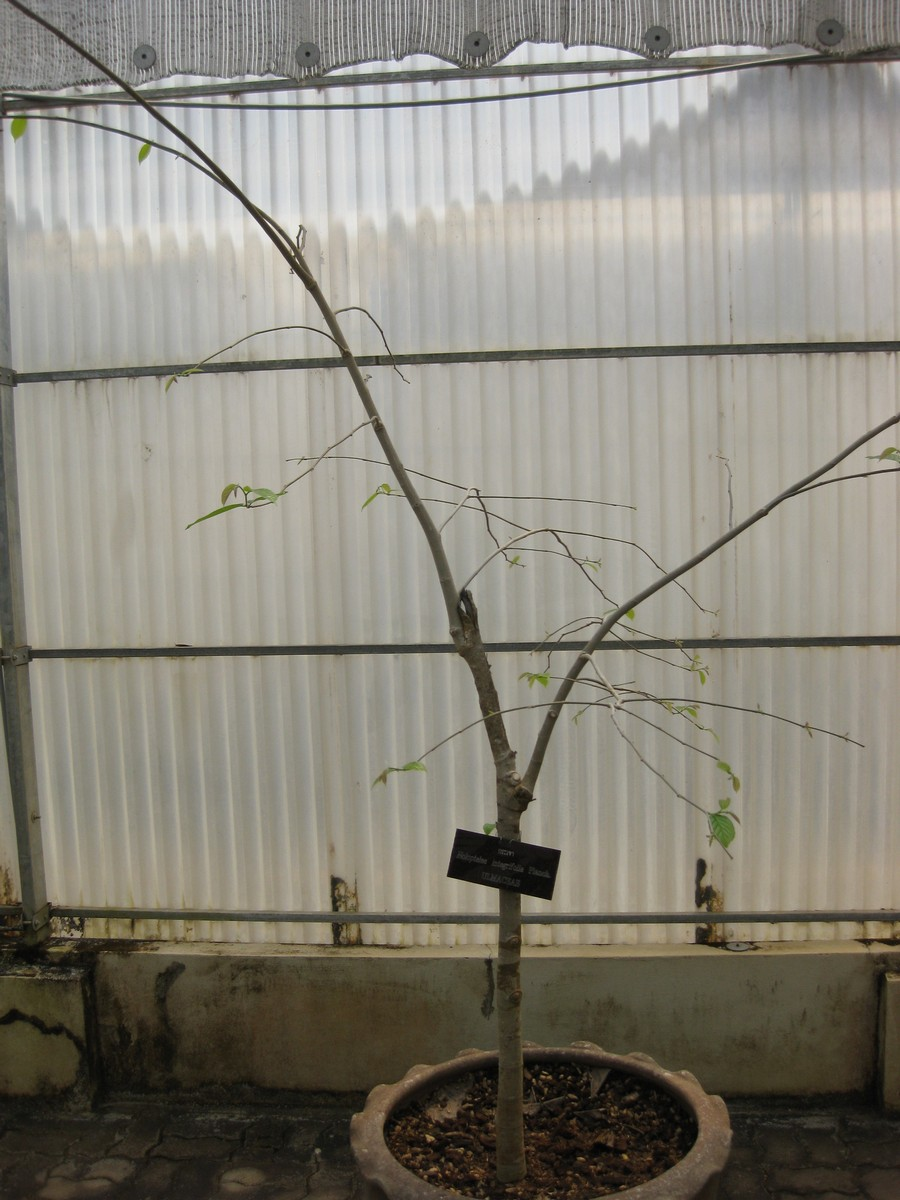
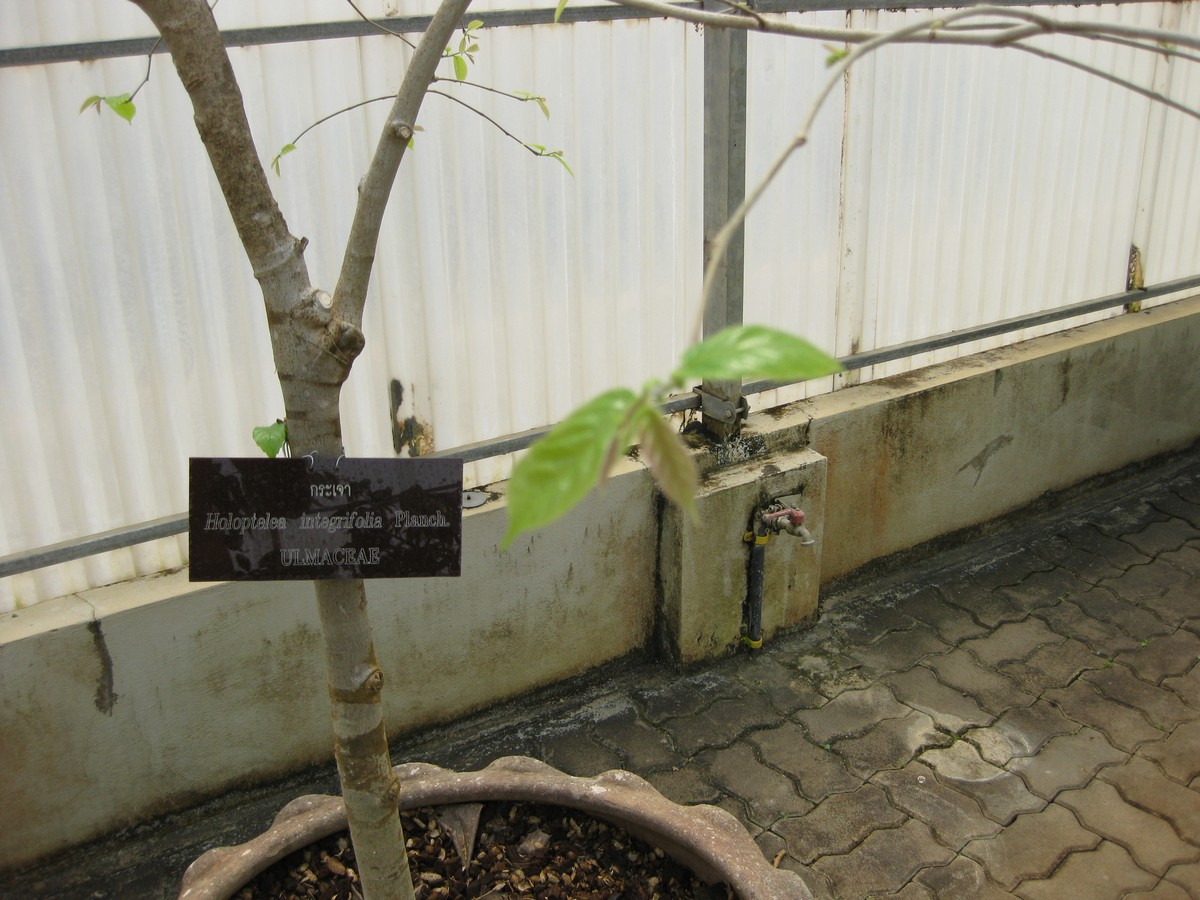
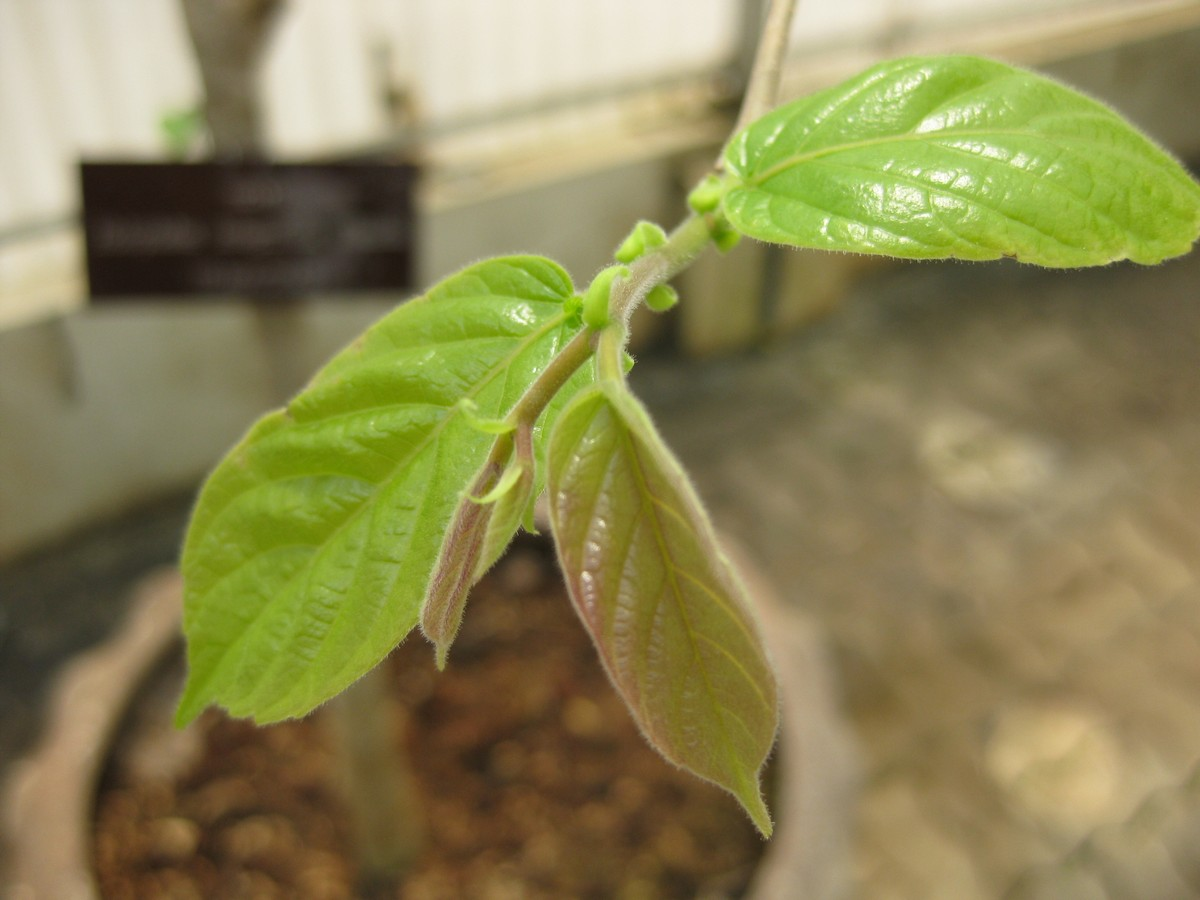